# USS Lowe (DE-325)
«Лау» (англ. USS Lowe (DE-325) — військовий корабель, ескортний міноносець класу «Едсалл» військово-морських сил США за часів Другої світової війни.
«Лау» був закладений 24 травня 1943 року на верфі Consolidated Steel Corporation в Оранджі, у штаті Техас, де 28 липня 1943 року корабель був спущений на воду. 22 листопада 1943 року він увійшов до складу ВМС США.
Ескортний міноносець «Лау» брав участь у бойових діях на морі в Другій світовій війні, супроводжував транспортні конвої союзників в Атлантиці. За час війни брав участь у затопленні у взаємодії з іншими протичовновими кораблями німецького підводного човна U-866.
За бойові заслуги, проявлену мужність та стійкість екіпажу в боях «Лау» удостоєний п'яти бойових зірок, медалей «За Європейсько-Африкансько-Близькосхідну», «За Американську кампанії» і Перемоги у Другій світовій війні.

## Історія служби
18 березня 1945 року поблизу Галіфаксу під час супроводу конвою глибинними бомбами та «Хеджхогами» американських ескортних міноносців «Лау», «Менгес», «Мослі» та «Прайд» був знищений німецький підводний човен U-866. Всі 55 членів екіпажу загинули.